# Toguan Galung
Toguan Galung is een bestuurslaag in het regentschap Samosir van de provincie Noord-Sumatra, Indonesië. Toguan Galung telt 884 inwoners (volkstelling 2010).